# Беленци
Беленци е село в Северна България. То се намира в община Луковит, област Ловеч.

## География
Село Беленци е разположено в полите на Стара планина. Оградено е от 3 върха – Свети Илия, Свети Петър и Селския връх. Намира се на 15 км от град Луковит. До него се стига по асфалтов път. На юг от Беленци е село Орешене, община Ябланица, а на югоизток е село Стояновци, община Роман.

## Климат
Климата е умерено-континентален. Зимата е мека, а лятото прохладно.

## Почви
От почвите преобладават сиви горски и канелени почви.

## Растителност
Иглолистни, дъбови и букови гори, тучни ливади изпълнени с лековити билки. В горите се срещат ядливите гъби: манатарка, булка гъба, пачи крак, млечница, сърнелка, орешки, печурки, магарешки и кладница.

## История
Селото е основано през първата половина на XVII век от изселници павликяни от Белене.
Според стара легенда името на селото идва от името на една много красива българка на име Бела. Тя ходела много често да пере на реката (която минава през селото) и един ден я забелязали турци, харесали я и решили да я отвлекат. Очевидец разказвал, че тя бягала от тях като кошута нагоре по реката и оттогава никой не я е видял. Така селото започнало да носи нейното име Бела, по-късно преименувано в Беленци, а реката по която е бягала носи името Кошута.

## Население
Численост и дял на етническите групи според преброяването на населението през 2011 г.:
|                     | Численост | Дял (в %) |
| Общо                | 404       | 100,00    |
| Българи             | 383       | 94,80     |
| Турци               | 12        | 2,97      |
| Цигани              | 0         | 0,00      |
| Други               | 0         | 0,00      |
| Не се самоопределят | 4         | 0,99      |
| Неотговорили        | 1         | 0,24      |

## Религии
Към 1893 година в селото са живели 53 помаци.

## Културни и природни забележителности
Село Беленци е взело активно участие в партизанското движение. В неговия район е бродела четата на Васил Симеонов/Мотов/-Чавдар. Много ятаци са дали живота си за налагане на комунистическия съветски режим в България – Баба Стойна, Дядо Доко, Лазар Генов и други. Те са застреляни на 12 май 1944 от жандармерията на Луковит. В центъра на селото в тяхна чест е построен паметник, на който всяка година на 12 май се събира цялото село идват и школници от Плевен, за да почетат паметта им със салют.
Днес на този паметник, освен имената на ятаците са добавени и имената на загиналите в Балканската и Втората световна война.
Друга забележителност в селото е църквата „Свети Архангел Михаил“, в която има изключителни стенописи. В нея са кръстени всички деца до набор 1951 година. В първите години на XXI век е полуразрушена.
В селото има бряст, на който годините не се знаят. Диаметърът на ствола му е над 1,5 метра. Под това дърво години наред поколения са чествали Петровден. Пренасяли са курбан, свирила е музика и са се веселили до късно.

## Редовни събития
На 14 януари всяка година в салона на читалището се провежда традиционен бал, на него момите показват какви носии имат, а кмета на селото с жури избира най-хубавата женска и мъжка носия и им се присъжда награда.
На 2 август се прави увеселителен бал, на него присъстват всички жители на селото и гости от околните села. За доброто настроение се грижи духовата музика на село Беленци, известна със своето умение в цялата околия.

## Препитание
Основният поминък на селото е земеделие. А също така билкарство и събиране на гъби. От ранна пролет до късна есен се събират всички лековити билки в района и се берат ядливи гъби.

## Други
В селото има много прочути майстори на къщи: Христо Панчев, Петко Панчев, Фильо Испирдонов, Тодор Ганчев, Сульо Осинов и други.
Най-прочутия от тях е бил Христо Панчев. Няма къща или селскостопанска сграда, която да не е построена от него. Не само в село Беленци, но и във всички околни села. Бил е самоук майстор, но на майсторлъка му можело да завиди дори и най-добрия.

## Кухня
Традиционна българска кухня. Тук може да си похапнете печено агне в трап, пита в подница, домашно приготвено сирене и масло, да вкусите лековитото вино от къпини и шипки, което се приготвя в почти всяка къща. Не бива да се пропусне и прекрасната сливова ракия, която присъства на трапезата на всеки беленчанин.